# Al (demônio)
Al (em persa: آل; em armênio: Ալ ou Ալք em mongol: Гал; em oirata: Һал; em russo: Алы) é o nome de um grupo de criaturas malignas bastante comuns no folclore do Irã, região do Cáucaso, Ásia Central e no sul da Rússia. A principal função do al é impedir o processo natural do nascimento e reprodução humana. Os als são classificados como entidades demoníacas, e a esfera de suas atividades nocivas inclui principalmente o parto, impedindo a reprodução humana.
As combinações da palavra no armênio (al crone, "mãe al"), assim como no persa (madar-e-āI) dão mais ênfase à feminilidade do al, embora haja representações histórica de als masculinos. No Irã e na Armênia, também há relatos de als masculinos (alek é considerado masculino na Armênia.

## Representações
Na Armênia, os als são geralmente dotados de todas as características típicas de espíritos malignos e aparecem principalmente com presas afiadas, cabelos desgrenhados, garras de cobre, dentes de ferro, nariz de barro, presas de javali e seios flácidos, lembrando uma mulher velha. Uma oração contra os als os descreve como espíritos impuros e olhos de fogo. Os als provavelmente eram conhecidos dos antigos armênios, mas só aparecerem nos tempos medievais, como seres meio animais e meio humanos, peludos e eriçados. Outras relatam ele com cabelos de de cobra, unhas de latão, dentes de ferro e presas de javali.
Viviam em lugares aquosos, úmidos e arenosos, como poços e rios, mas não desprezavam os cantos das casas e estábulos, e atacavam humanos que estavam sozinhos na água. Essa relação com água pode ser encontrada em uma tradição escrita entre os armênios de Nor Naxiǰevan, segundo os quais existe um tipo específico de demônios femininos, chamados covi mar (na língua persa, mar significa "cobra"). Essas cobras marinhas também recebem o nome de albasti. As covi mar são mulheres que vivem na água, possuem cabelos compridos. Se o cabelo de uma covi mar for cortado, ela perde sua força. Albasti ou covi mar também está relacionado ao parto.
No Irã, o al tem a aparência arquetípica de uma mulher velha, magra e ossuda, com nariz de barro, rosto vermelho e uma cesta de palha ou junco pendurada no ombro, na qual o fígado ou o pulmão de uma mãe jovem (ou do recém-nascido) é colocado. A cor vermelha do al provavelmente é resultado das conotações secundárias da palavra turca al ("avermelhado") devido à etimologia popular. 
As mulheres iazidis, no entanto, para afastar o al, têm uma divindade especial, Pira-Fate (ou Xatu-na-farxa), a quem imploram por ajuda. Esta "Fate", sem dúvida, é Fátima (a filha do Profeta Maomé e esposa de Ali). Nos rituais de parto, Maryam, a Mãe de Deus, ou seja, a Virgem Maria, tem um papel semelhante, mesmo entre os muçulmanos. No armênio "Orações do ciclo do parto" (Abeghian, p. 96, a Mãe de Deus "é invocada contra os als; o nome "Maryam ... é continuamente repetido durante o parto".
Na província do Coração, no nordeste do Irã, acredita-se que os als frequentemente tentam substituir uma criança recém-nascida por seu hamzād, que, segundo a crença popular, é um tipo de djin, que nasce e acompanha a pessoa ao longo de sua vida. A própria palavra significa "nascido com/nascido junto". Isso aparentemente é resultado da demonização dos antigos anjos da guarda iranianos, os fravaxis (Fravar), um processo que ocorreu durante o período pós-islâmico (Eilers 1979, p. 38). Aqueles sujeitos a ataques ou convulsões (por exemplo, epilépticos) são vistos como o hamzād dessas crianças sob o feitiço de tais crianças são deixadas por longos períodos em prédios abandonados, na crença de que os peris (fadas), com pena, podem trocá-los por aquelas crianças originalmente roubadas pelos als.
Acredita-se que o encontrar o al, deve-se agarrar seu nariz ou cabelo e ameaçar cortá-los se a criatura não devolver o fígado da nova mãe para ela.. Ocasionalmente, os als são confundidos com outros demônios. Nas crenças populares armênias, eles podem até ser capturados, espetando-os com uma agulha, trazendo-os para casa e forçando-os a trabalhar.

## Etimologia
- Armênio: Ալ or Ալք (Al or Alk)
- Lezgiano: Ал (Al)
- Georgiano: ალი (Ali)
- Tat: Ол (Ol)
- Talysh: Ала (Ala)
- Udi: Һал (hal)
- Curdo: Alk or Hal
- Turcomano: Ал (Al)
- Persa: آل (Āl)

No conceito oriental de mundo demoníaco (ou "pandemônio"), o al é um dos personagens mais mencionados. Esta palavra apareceu pela primeira vez nos textos europeus em meados dos séculos XIII a XIX d.C. por um turista inglês na Ásia Central.
No Irã e Norte do Cáucaso é chamado de al; na Geórgia ali; no Tajiquistão e no Afeganistão, ol, hāl e xāl; nos países de língua turca da Ásia Central, almasti (ou albasti); entre os povos dárdicos, halmasti, entre outros. Em certos lugares, ao lado dos termos āl ou almasti (albasti), também existem os nomes unmu- u-şşybiān ("a mãe dos filhos"), ālči, īsīčī, bīnīgelī, damāy-gelī, gelī-dɑmāy ou doxtar-e-Ebn-e-mal 'ūn ("a filha do filho de Satã"). Os membros das tribos lures e bactiaris também possuem outra forma, yāl (Moharrar, pp. 47-48).  Em curdo, além da palavra āl, há também a forma ālk', que, claramente, é um empréstimo do armênio. A doença sarampo também é ocasionalmente chamada de al, que provavelmente vem do turco al,  "vermelho". Em várias áreas do Irã, o āl é  chamado baxtak ou āl-e-baxtak (Asatrian 1983, p. 47; idem, 1999). Entre os zazas a forma al-karis é evidenciada, como também também o turco-otomano al-karis.
Na literatura europeia, a primeira documentação do termo al é registrada em meados do século XIX por um viajante inglês na Ásia Central.
A origem do nome demoníaco almasti/albasti é obscura. Algumas teorias ligam o termo ao nome da antiga divindade suprema iraniana, Aúra-Masda (Ormasde). Nos Pamires os almasti são espíritos femininos com cabelos desgrenhados, que habitam próximo de rios, arbustos e pomares. À noite caçam e atacam os humanos, causando asfixia, pesadelos e loucura, às vezes também se divertem trançando as crinas e rabos dos cavalos dos moradores locais.
Os albasti também penetraram no mundo eslavo, na Rússia, provavelmente através dos dialetos turcos. Nas regiões de Saratov, Astrakhan, Vyatsk e Perm há narrativas muito difundidas sobre os албаста (ou лобаста лопаста, албастый, etc.) que aparecem na forma de um ser horrendo ou demônio da floresta. Em certas áreas, os албаста são retratados como sereias nuas, com cabelos desgrenhados e seios flácidos, vivendo em rios ou lagos. Os alis georgianos, aliás, também têm natureza aquática.
A forma Alměsti é o resultado de algum outro desenvolvimento dialetal da palavra Ahura Mazdā (Ohrmazd). Assim, a forma al (hāl, xāl, yāl) deve ser vista como resultado da contração secundária de Almesti.
Asatrian sustenta que āl (almasti) é basicamente um demônio feminino porque durante a demonização de divindades houve desenvolvimentos semelhantes. Depois também são mencionadas versões masculinas do demônio, embora menos enfatizadas. Isso ocorre na Ásia Central e no Irã, bem como na Armênia. Exemplo disso é que na maioria dos encantamentos mágicos medievais armênios o al aparece como um homem, ayr mi.

## Tradições e crenças
De acordo com as crenças de muitos povos do Oriente Próximo, Deus criou para o primeiro homem um al feminino como sua consorte, mas sendo "nascido na terra", ele não poderia se adaptar ao al ígneo. Deus, então, da terra criou para o homem uma nova companheira, Eva. Esta é a razão da inimizade entre o al e Eva e suas filhas (mulheres).
Alû é um dos quatro nomes genéricos dados a espíritos malignos na mitologia babilônica, mas o al armênio e persa está mais ligado à Lilith judaica e a lâmia grega.

## Origem das lendas
Os als chegaram aos armênios por meio dos sírios ou dos persas. Nas lendas persas, é dito que após o nascimento de um bebê, para proteger a mãe e seu filho contra o ataque do horrendo demônio Al, que os espreita especialmente durante os primeiros seis dias após o nascimento, é necessário esconder uma espada ou outra arma sob o travesseiro da mulher. Na Turquia utiliza-se meios semelhantes contra demônios. Na Armênia, se, após dar à luz a criança, a mãe desmaia, isso pode ser interpretado como um sinal da presença do al. 
É dito que os als atacam a mulher no parto, queimando suas orelhas, arrancando seu fígado e estrangulando-a junto com o bebê ainda não nascido. Eles também roubam crianças ainda não nascidas de sete meses, época em que se supõe no Oriente que elas estejam totalmente formadas e maduras, a fim de levá-las "surdas e mudas" ao chefe dos demônios. Em outras passagens, diz-se que eles prejudicam e cegam o nascituro, sugam seu cérebro e sangue, comem sua carne e causam aborto espontâneo, bem como impedem o fluxo do leite materno. Em muitos países, acredita-se que as mulheres no parto estejam muito expostas à influência e atividade de espíritos malignos.
Thepla é outra entidade mítica semelhante ao al. É dito que ao sentar-se sobre uma mulher no leito de parto, a entidade faz com que a criança fique escura e fraca, e morra no processo.
Se após roubar os órgãos internos de uma mulher durante o parto, os als passarem pela primeira fonte de água (riacho, rio, etc.), a nova mãe não pode ser salva, ou se chegar à água e o al embeber o fígado antes de devorá-lo, mata assim o filho e sua mãe. Se a condição de uma mulher após o parto piora, é necessário agitar as águas de um riacho ou rio próximo com paus ou espadas, para que a criatura não passe. Ao mesmo tempo, de acordo com certas tradições (armênias e não armênias), é possível evitar que um al chegue à água gritando, disparando armas e fazendo barulho. Em geral, a água, como a fronteira entre a vida e a morte, é um motif antigo e evidenciado repetidamente na poesia arcaica, como em lamentos, etc.
Nas crenças populares da Armênia,  o al tem a capacidade de extrair comida digerida do estômago de uma criança, deixando-a šɔnak 'ayc', isto é, insaciavelmente faminta e voraz.

### Simbolismo
O fígado também contém um certo valor simbólico. Desde tempos imemoriais, foi considerado o ponto focal da vida e do intelecto humanos e até da alma.

### Apotropismo
Os meios apotropaicos empregados contra als geralmente coincidem com outros métodos usados no exorcismo de demônios (por exemplo, encantos, amuletos, feitiços, orações, queima de incenso ou objetos de ferro, como espada, tesoura, etc., bem como alho e cebola).